# Richenza di Svevia
Richenza, scritto anche come Richeza o Richza, (1025 circa – prima del 1083) è stata una nobildonna tedesca.
Grazie al suo primo matrimonio, fu contessa di Werl. Con il suo secondo matrimonio, fu contessa di Northeim e, dal 1061 al 1070, duchessa di Baviera.
È conosciuta come Richenza di Svevia, in base alla teoria secondo cui era figlia del duca Ottone II di Svevia. Tuttavia tale teoria è difficile da mantenere con l'attuale stato di ricerca. 

## Ascendenza
Emil Kimpen pubblicò una teoria nel 1933, secondo cui Richenza e Ida di Elsdorf (Ildegarda di Egisheim?) potrebbero essere figlie di Ottone II della dinastia degli Azzoni, che era conte palatino di Lotaringia e dal 1061 duca di Svevia. Sebbene lo stesso Kimpen abbia in seguito respinto questa sua ipotesi, i suoi studenti Lange e Hucke inclusero tale teoria nelle loro tesi sui conti di Northeim e Stade. Ampie ricerche sulla relazione filiale tra Ottone II e Ida di Elsdorf non hanno confermato questa teoria. Molte meno ricerche furono fatte sulla teoria secondo cui la presunta sorella Richenza era figlia di Ottone II. Al contrario, questa teoria fu spesso citata come una spiegazione per l'elevazione del suo secondo marito Ottone di Northeim a duca di Baviera. 
Ricerche successive hanno messo in dubbio questa teoria. Nel 1979 Ursula Lewald fece notare che sarebbe stato insolito che la sorella di Ottone II, la ex regina di Polonia Richeza di Lotaringia, fosse la sua erede se avesse avuto delle figlie. Sabine Borchert ha sottolineato nel 2005 che Richenza ereditò le terre nell'area Elba-Weser, suggerendo che la sua famiglia provenisse da quella zona. Lasciò ai suoi figli circa 150 oxgang di terra sulla riva sinistra dell'Elba inferiore, vicino alle terre di Wichmann II il Giovane della dinastia Billunga, suggerendo che avrebbe potuto essere una figlia di suo fratello Egberto il Guercio. Un'altra teoria vuole che ella fosse figlia o nipote di Wichmann III, sempre della stirpe dei Billunghi. 

## Morte
Non ci sono fonti affidabili sulla sua morte. Si ritiene che morì prima che il suo secondo marito, Ottone di Northeim, morisse a sua volta nel 1083. Fino a poco tempo fa, si credeva che fosse morta a marzo; questo si basava su un'iscrizione nel registro della chiesa di San Biagio a Brunswick. Tuttavia Sabine Borchert ha dimostrato che la Rikce ducissa  menzionata in quella voce era una duchessa del XIV secolo. Essa ha suggerito come data di morte il 1º maggio, basandosi su una nota misteriosa nel necrologio dell'abbazia di Harsefeld. 
In precedenza si presupponeva che Richenza fosse stata sepolta con il suo secondo marito davanti all'altare dell'abbazia di San Nicola a Northeim. Tuttavia nessuno scheletro femminile è stato trovato quando questo sito è stato oggetto di scavi. Borchert ha suggerito che potrebbe essere stata sepolta nella cappella di San Nicola della successiva abbazia di Harsefeld (ove sono presenti le tombe dei conti di Stade) in quanto possedeva terra nell'area e sua figlia Oda si sposò con un conte di Stade, che risiedeva lì. 

## Matrimoni e figli
Richenza si sposò due volte. Il suo primo marito fu Ermanno III, conte di Werl. Ermanno e Richenza ebbero una figlia insieme: 
- Oda (1050-11 gennaio 1111), che sposò Lotario Udo II della marca del Nord († 1082).

Dopo la morte di Ermanno, si risposò con Ottone di Northeim († 1083), che fu duca di Baviera come Ottone II dal 1061 fino alla sua morte. Ottone e Richenza ebbero assieme sette figli: 
- Enrico il Grasso, margravio di Frisia;
- Cuno, conte di Beichlingen;
- Sigfrido III, conte di Boyneburg;
- Ottone II, conte di Northeim;
- Ida, che sposò Thimo il Coraggioso, conte di Brehna;
- Etelinda, che sposò: 
  1. Guelfo d'Este, duca di Baviera da cui divorziò nel 1070;
  2. Ermanno I, conte di Calvelage.
- Matilda, che sposò Corrado II, conte di Arnsberg-Werl.